# 大分市若草通り商店街

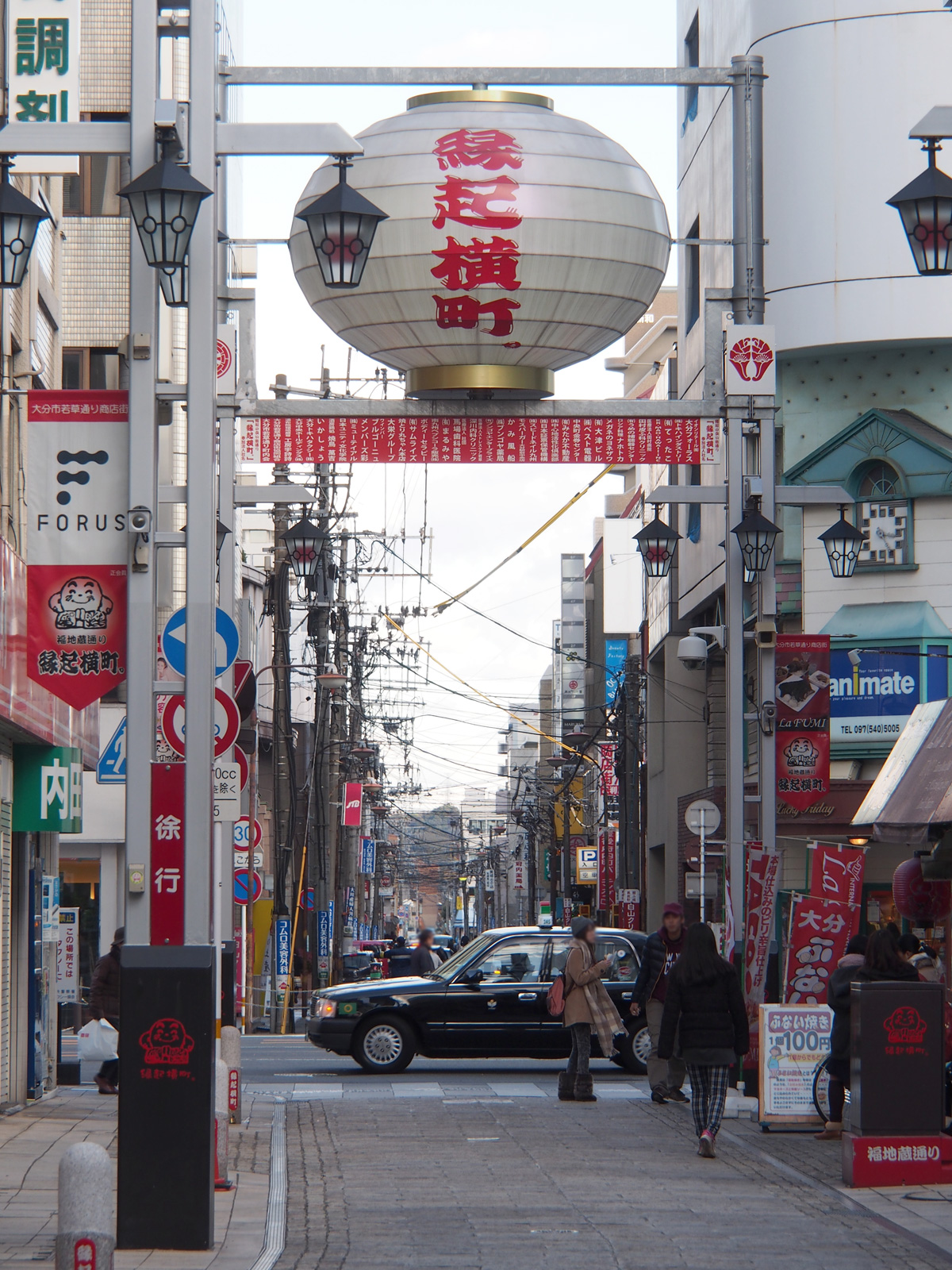
中央通り側入口付近

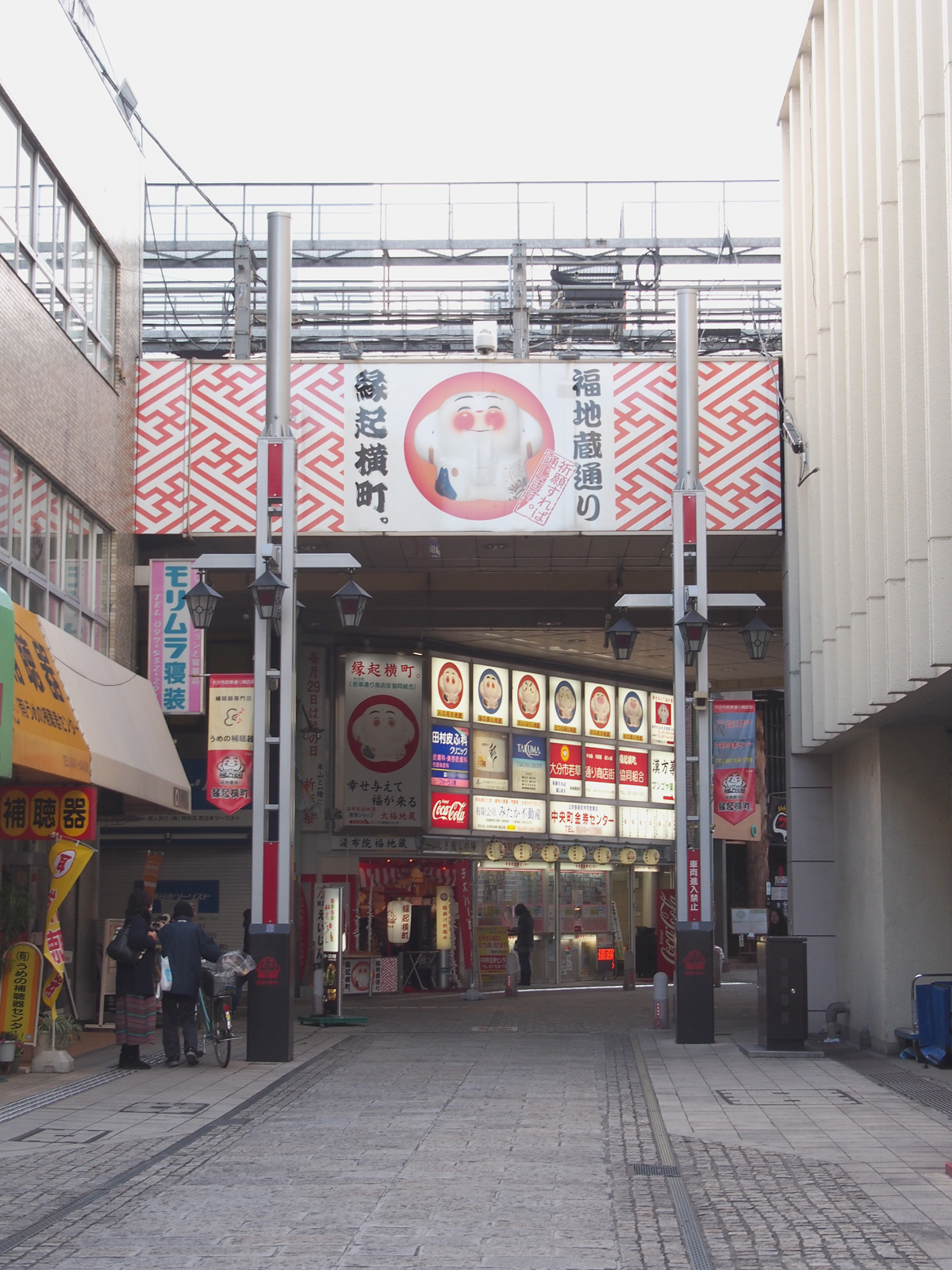
セントポルタ中央町との交差点付近

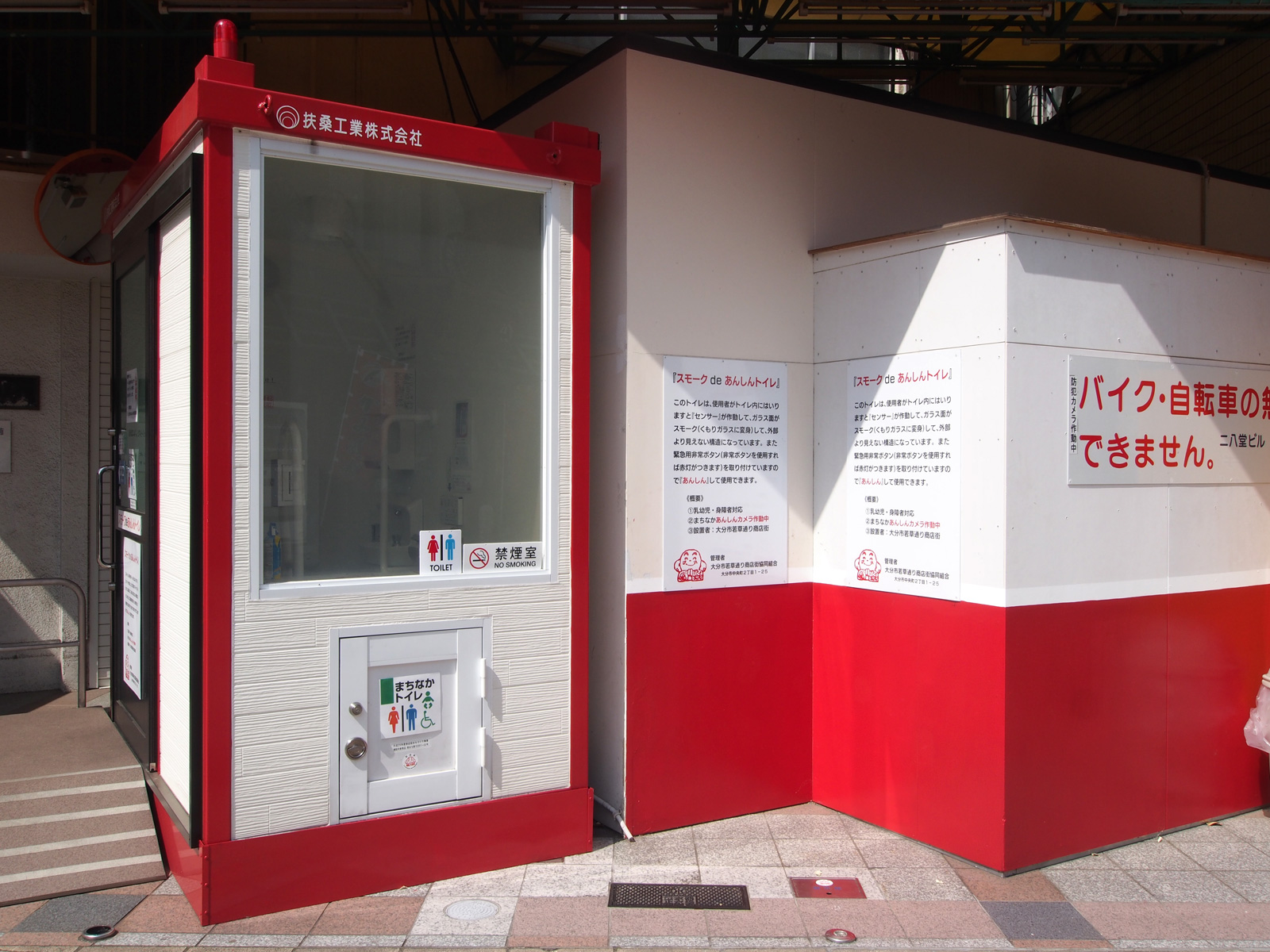
スモークdeあんしんトイレ

大分市若草通り商店街（おおいたしわかくさどおりしようてんがい）は、大分県大分市にある法定商店街である。通称は、「縁起横町。」。

## 概要
中央通りから若草公園に至る、全長約200mの商店街である。概ね東西方向に延び、南北方向に延びるセントポルタ中央町と通りの中央付近で交差する。
商店街としては珍しく、協同組合組織を採用し大分市に営業所がある多業種の組合員が跨っている。2003年（平成15年）末には公募によって愛称を「縁起横町。」とした。また、2004年（平成16年）9月9日には、商店街のシンボルロードに因んで「湯布院福地蔵尊」を招いた福地蔵尊は、集客と回遊効果を狙って、通りの両端に1体ずつ、中心付近に7体が配置されている。
2006年（平成18年）度から2009年（平成21年）度にかけての「市道中央3号線電線共同溝整備事業」によって電線類が地中化されている。
2014年（平成26年）3月3日には、防犯のために通常は中が見えるガラス張りで、人が入るとガラスが曇って中が見えなくなる仕組みの「スモークdeあんしんトイレ」が全国で初めて公衆トイレとして設置されたが、中に入った人が35秒以上動かないと異変を感知してガラスが透明になって中が見えることが話題になった。
2015年（平成27年）6月3日実用新案登録第3198280を取得 考案者 榊原孝真・絵柄模様付き商品券実用新案権者、大分市若草通り商店街協同組合とした。

## 主要施設・
- トキハインダストリ若草公園店
- 大分オーパ
- スモークdeあんしんトイレ - 旧ベスト電器大分店店頭（若草通り側）に設置[10]